# Ryszard Felisiak
Ryszard Felisiak (ur. 20 maja 1930 w Łodzi, zm. 3 czerwca 2021) – polski trener siatkarski.
Ryszard Felisiak uważany jest za twórcę siatkówki kobiet w ŁKS-ie Łódź. W 1958 roku m.in. z jego inicjatywy powołano nową sekcję w klubie. Przez ponad 20 lat pracy jako pierwszy trener udało mu się wychować wiele utalentowanych zawodniczek. Jego największym sukcesem było wywalczenie Pucharu Polski w 1976 roku.
Pochowany w części rzymskokatolickiej Starego Cmentarza w Łodzi.